# Creatures Watching Over the Dead
Creatures Watching Over the Dead è il terzo album del gruppo statunitense Charred Walls of the Damned.

## Tracce
1. My Eyes – 4:29
2. The Soulless – 4:03
3. Afterlife – 2:53
4. As I Catch My Breath – 5:02
5. Lies – 3:30
6. Reach Into the Light – 2:39
7. Tear Me Down – 3:50
8. Living in the Shadow of Yesterday – 3:36
9. Time Has Passed – 3:15

## Formazione
- Ripper Owens (Iced Earth, Judas Priest) - voce
- Richard Christy (Death, Control Denied, Iced Earth) - batteria
- Jason Suecof - chitarra
- Steve DiGiorgio (Sadus, Death, Testament) basso